# Batalla d'Aqraba
La batalla d'Aqraba (àrab: معركة عقرباء, maʿrakat ʿAqrabāʾ) o batalla de Yamama (àrab: معركة اليمامة, maʿrakat al-Yamāma) fou un combat lliurat el desembre del 632 a la plana d'Aqraba, prop d'una població que portava aquest nom a la Yamama (Najd).
En aquesta batalla les forces del califa Abu-Bakr as-Siddiq manades pel general Khàlid ibn al-Walid, van derrotar l'autoproclamat Profeta Musàylima ibn Habib i els Banu Hanifa que li donaven suport. Després de la batalla un jardí a la rodalia fou rebatejat com «Jardi de la Mort».